# Steve Duchesne
Steve Duchesne (* 30. Juni 1965 in Sept-Îles, Québec) ist ein ehemaliger kanadischer Eishockeyspieler und -funktionär, der im Verlauf seiner aktiven Karriere zwischen 1982 und 2002 unter anderem 1234 Spiele für die Los Angeles Kings, Philadelphia Flyers, Nordiques de Québec, St. Louis Blues, Ottawa Senators und Detroit Red Wings in der National Hockey League auf der Position des Verteidigers bestritten hat. Seinen größten Karriereerfolg feierte Duchesne, der in der NHL insgesamt achtmal den Verein wechselte und dreimal am NHL All-Star Game teilnahm, in Diensten der Detroit Red Wings mit dem Gewinn des Stanley Cups im Jahr 2002. Darüber hinaus siegte er mit der kanadischen Nationalmannschaft bei der Weltmeisterschaft 1994.

## Karriere
Duchesne begann seine Karriere in der Ligue de hockey junior majeur du Québec bei den Voltigeurs de Drummondville, wurde aber am 1. Oktober 1984 von den Los Angeles Kings direkt, ohne von einem Team im NHL Entry Draft ausgewählt worden zu sein, unter Vertrag genommen. Doch bevor er 1986 in den NHL-Kader der Kings berufen wurde, spielte Duchesne noch eine Saison bei den New Haven Nighthawks, einem Farmteam. Doch bereits in seiner ersten Saison in der NHL wurde Duchesne ins All-Star-Rookie Team berufen. Dies war der Startschuss für eine glanzvolle Karriere als Offensiv-Verteidiger.
Duchesne verließ die Kings am 30. Mai 1991 in Richtung Philadelphia. Für ihn kam Jari Kurri nach Los Angeles. Doch bereits nach einer Saison in Philly wurde Duchesne nach Quebec abgegeben. In diesem Wechsel kam ein junger Eric Lindros nach Philadelphia. In Quebec war Duchesne auf dem Höhepunkt seiner jungen Karriere, er erzielte in der Saison 1992/93 für die Nordiques 82 Scorerpunkte, so viel wie nie wieder. Trotz dieser hervorragenden Leistung verließ Duchesne Quebec in Richtung St. Louis. Nach zwei Jahren in Missouri ging Duchesne zurück nach Kanada, diesmal zu den Ottawa Senators, die er zwei Jahre später allerdings wieder verließ – zurück nach St. Louis. Dort hielt es ihn ein Jahr. Zurück als Free Agent bei den Kings 1998/99 in Los Angeles, wurde er sofort wieder weitergereicht: Nach Philadelphia. Schließlich wurde auch Duchesne sesshaft: Nach der Saison 1998/99 ging er wieder als Free Agent zu den Detroit Red Wings, wo er im letzten Jahr seiner Karriere, 2001/02, endlich auch den Stanley Cup gewann. Duchesne beendete seine Karriere am 20. Oktober 2002.
Von 2009 bis 2014 war Duchesne Besitzer der Allen Americans aus der Central Hockey League. Zeitweise fungierte er auch als Präsident.

### International
Für seine Heimatland nahm Duchesne mit der kanadischen Nationalmannschaft an den Weltmeisterschaften 1994 in Italien und 1996 in der österreichischen Hauptstadt Wien teil. Dabei gewann er 1994 die Goldmedaille, zwei Jahre später reichte es nach einer Finalniederlage zur Vizeweltmeisterschaft und damit der Silbermedaille. In insgesamt 14 WM-Spielen punktete der Abwehrspieler fünfmal.

## Erfolge und Auszeichnungen
| - 1985 LHJMQ First All-Star Team - 1987 NHL All-Rookie Team - 1989 Teilnahme am NHL All-Star Game - 1990 Teilnahme am NHL All-Star Game | - 1993 Teilnahme am NHL All-Star Game - 2002 Stanley-Cup-Gewinn mit den Detroit Red Wings - 2012 Aufnahme in den Temple de la Renommée de la LHJMQ |

### International
- 1994 Goldmedaille bei der Weltmeisterschaft
- 1996 Silbermedaille bei der Weltmeisterschaft

## Karrierestatistik

### International
Vertrat Kanada bei:
- Weltmeisterschaft 1994
- Weltmeisterschaft 1996

(Legende zur Spielerstatistik: Sp oder GP = absolvierte Spiele; T oder G = erzielte Tore; V oder A = erzielte Assists; Pkt oder Pts = erzielte Scorerpunkte; SM oder PIM = erhaltene Strafminuten; +/− = Plus/Minus-Bilanz; PP = erzielte Überzahltore; SH = erzielte Unterzahltore; GW = erzielte Siegtore; 1 Play-downs/Relegation; Kursiv: Statistik nicht vollständig)